# ヘンリー・コンプトン

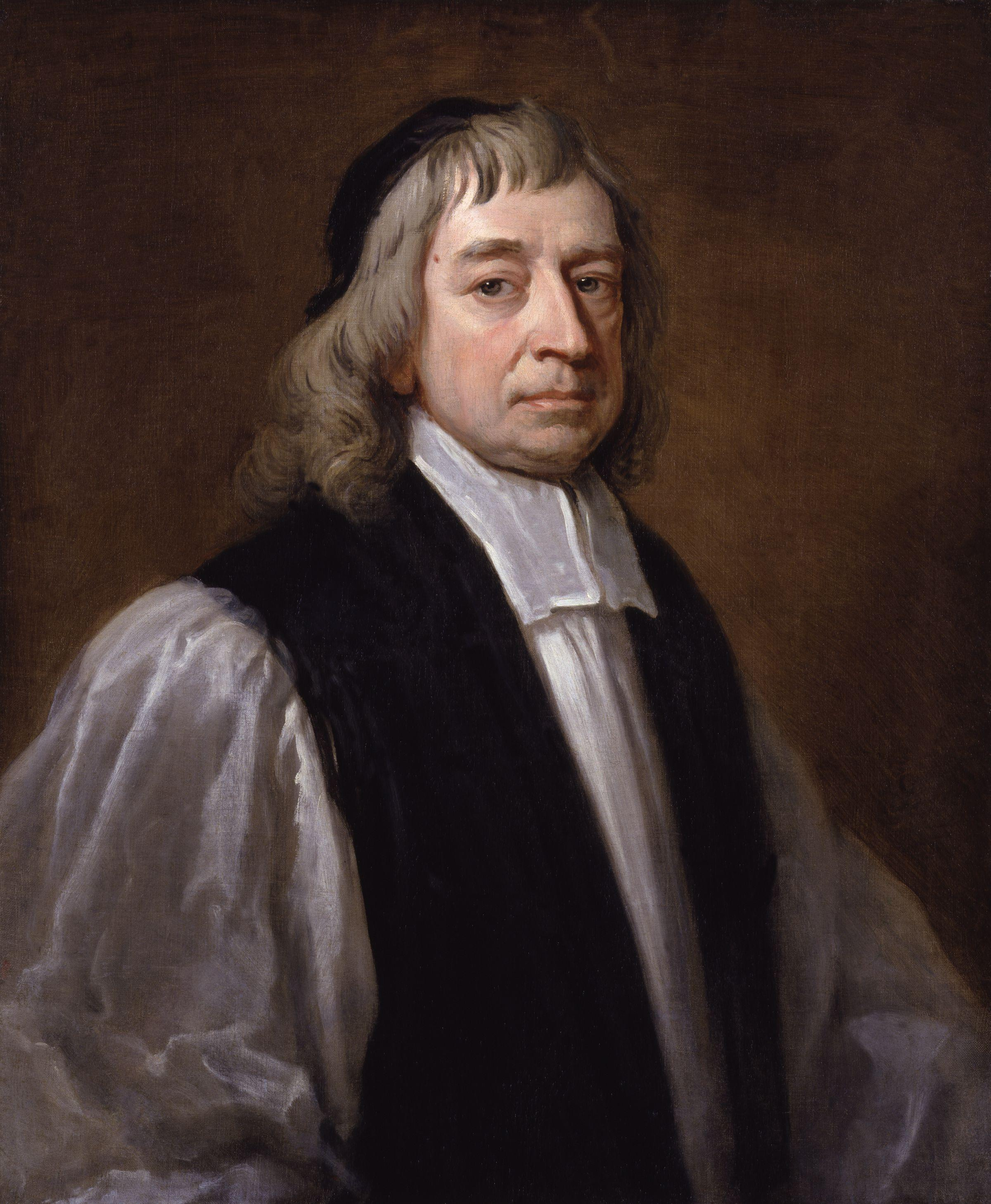
ヘンリー・コンプトン

ヘンリー・コンプトン（Henry Compton, PC, 1632年 - 1713年7月7日）は、イングランド王国、後にグレートブリテン王国のキリスト教聖職者。

## 生涯
ノーサンプトン伯スペンサー・コンプトンの末子として生まれ、オックスフォード大学ザ・クイーンズ・カレッジに通学した後グランドツアーでヨーロッパを旅行して回りイングランド軍に入隊したが、聖職を志して軍から離れ、ケンブリッジ大学入学、オックスフォード大学への再入学で職を転々としながら生計を立てて宗教を学び、1674年にオックスフォード主教に選ばれ、翌1675年にロンドン主教に選出された（オックスフォード主教は1676年に交代）。
イングランド王チャールズ2世に枢密院議員に取り立てられ、姪でヨーク公ジェームズ（後のジェームズ2世）の娘メアリー（後のメアリー2世）とアンの教育を託されプロテスタントとして養育した。1677年のメアリーとオランダ総督ウィレム3世（後のウィリアム3世）の結婚式も執り行っている。しかし、イングランド国教会以外のプロテスタント（非国教徒）には寛大だったが、カトリックに対しては強硬派であり、ジェームズ2世がカトリック教徒の寛容を進めることに反発してジェームズ2世を諫めたが聞き入れられず、1686年に枢密院を除名され翌1687年に停職処分となり、カトリックの勢力拡大に危機感を抱きウィレム3世に接近していった。
1688年、シュルーズベリー伯チャールズ・タルボット、デヴォンシャー伯ウィリアム・キャヴェンディッシュ、ダンビー伯トマス・オズボーン、ラムリー男爵リチャード・ラムリー、エドワード・ラッセル、ヘンリー・シドニーら6人の貴族と共にウィレム3世に招聘状を送り、オランダ軍がイングランドへ上陸（名誉革命）、ロンドンへ進軍するとロンドンからアンを脱出させオランダ軍との合流を手引きした。翌1689年にウィリアム3世・メアリー2世の戴冠式で王冠を授ける役目を果たし、恩賞として枢密院に復帰した。
復帰後はアメリカの植民地に目を向け、メリーランドとバージニアに布教を進めメリーランドに聖公会を建設、バージニアに派遣した宣教師ジェイムズ・ブレアの建言で1693年にウィリアム・アンド・メアリー大学が設立されると1693年から1700年に学長を務め、1707年から1713年まで再び学長となり布教に尽くした。アンの治世では1707年のスコットランドとイングランドの合同条約締結の委員を務めた。
詐欺師ジョルジュ・サルマナザールの嘘を信用し、奇しくも社交界への足掛かりを作った。
1713年、81歳の高齢で死去。遺産として息子ジョンにメリーランドの土地が寄贈された。また、甥のスペンサー・コンプトンは後に首相に就任している。